# Hermanos
Hermanos a ser una sèrie de televisió espanyola de drama de Telecinco, produïda per Multipark Ficción i que va ser estrenada el 16 de setembre de 2014.

## Argument
En 1984, en un barri obrer de la capital madrilenya, els germans Torres (Antonio Velázquez i Álvaro Cervantes) estan enamorats de Virgínia (María Valverde), la seva millor amiga i veïna que anhela convertir-se en una periodista de renom. Juan (Antonio Velázquez), el major d'ells, somia amb guanyar-se la vida com a boxador professional però el seu caràcter impulsiu li ocasiona múltiples problemes. Alberto (Álvaro Cervantes), per part seva, és un jove intel·ligent i seductor que tractarà de situar-se en el cim del poder gràcies a la seva desmesurada ambició. Un inesperat esdeveniment separarà als tres joves quan Juan es veu obligat a fugir del lloc en el va créixer i traslladar-se a Vigo, on viurà al marge del seu entorn familiar i desenvoluparà una forta consciència social que li portarà a emprendre una incipient carrera com a líder sindical. Mentrestant buscarà l'afecte i l'afecte que li falten en no tenir al seu costat a les dues persones més importants de la seva vida: el seu germà i Virginia.
Paral·lelament, Alberto aconsegueix formar part d'un selecte cercle on els diners i el poder ho és tot. Encara que en un primer moment se sent com un convidat de pedra, la seva tenacitat el portarà a introduir-se en el món de la política i a utilitzar els seus contactes per a convertir-se en un jove empresari d'èxit vinculat al sector de la construcció d'obres públiques. Malgrat el seu matrimoni amb Pilar (Aura Garrido), la filla d'un important banquer (Fernando Cayo), continuarà mantenint intacte el seu amor per Virgínia.
Després de matricular-se en la Facultat de Ciències de la Informació, Virginia entra en contacte amb l'elit cultural dels 80 i “la movida”. Els seus inicis en el món del periodisme són en un modest periòdic, però la seva determinació la portaran a convertir-se en una valenta corresponsal de guerra en la dècada dels 90. En el pla personal, afrontarà la maternitat en solitari i nombroses renúncies que la marcaran com a dona però que li permetran fer realitat el seu somni: ser un referent en el món del periodisme. Del que mai podrà desprendre's és del fort vincle que la uneix als seus dos grans amics, Juan i Alberto.

## Repartiment
- Antonio Velázquez és Juan Torres.
- Álvaro Cervantes és Alberto Torres.
- María Valverde és Virginia Rodríguez.
- Carla Díaz és Marta Rodríguez.
- Sonia Almarcha és Jimena Olmedo.
- Aura Garrido és Pilar Yagüe.
- Elvira Mínguez és Julia.
- Daniel Grao és Víctor.
- Javier Godino és José Luis.
- Ben Temple és Henry Sinclair.
- Roberto Álamo és Xabi.
- Fernando Cayo és Alfonso Yagüe.
- Miquel Fernández és Anxo.
- Carlos Hipólito és Antonio Torres.
- Alejandro Casaseca és Ulises.
- Víctor Clavijo és Damián Jurado.
- Irene Montalà és Esther Blanco.
- Juan Carlos Vellido és Daniel Pastor.

### Episodis i audiències
| Temporada | Temporada | Episodis | Estrena                | Final                | Audiència mitjana | Audiència mitjana | Audiència mitjana |
| Temporada | Temporada | Episodis | Estrena                | Final                | Espectadors       | Quota             |                   |
| --------- | --------- | -------- | ---------------------- | -------------------- | ----------------- | ----------------- | ----------------- |
|           | 1         | 6        | 16 de setembre de 2014 | 21 d'octubre de 2014 | 2 222 000         | 13,5%             |                   |

### Temporada 1 (2014)
| Núm. (sèrie) | Núm. (temp.) | Títol                    | Director(s)    | Data d'emissió         | Audiència         |
| ------------ | ------------ | ------------------------ | -------------- | ---------------------- | ----------------- |
| 1            | 1            | «La huida»               | Salvador Calvo | 16 de setembre de 2014 | 2 615 000 (15,9%) |
| 2            | 2            | «El reencuentro»         | Salvador Calvo | 23 de setembre de 2014 | 2 274 000 (13,6%) |
| 3            | 3            | «El amor perdurará»      | Salvador Calvo | 30 de setembre de 2014 | 2 262 000 (14,0%) |
| 4            | 4            | «Crisis matrimonial»     | Salvador Calvo | 7 d'octubre de 2014    | 2 329 000 (14,5%) |
| 5            | 5            | «El romance secreto»     | Salvador Calvo | 14 d'octubre de 2014   | 2 110 000 (14,0%) |
| 6            | 6            | «La verdad se abre paso» | Salvador Calvo | 21 d'octubre de 2014   | 1 741 000 (9,1%)  |